# Dan Brand

Zawodnik Nebraska Cornhuskers

Daniel Oliver „Dan” Brand (ur. 4 sierpnia 1935, zm. 10 lutego 2015) – amerykański zapaśnik walczący w stylu wolnym. Brązowy medalista olimpijski z Tokio 1964 i piąty w Rzymie 1960. Walczył w kategorii do 87 kg.
Brązowy medalista mistrzostw świata w 1962; czwarty i piąty w 1961 roku.
Zawodnik Bellevue High School w Bellevue i University of Nebraska. Grał w futbol amerykański i koszykówkę i dopiero na studiach zaczął trenować zapasy. All-American w NCAA Division I w 1958 roku, gdzie zajął czwarte miejsce.
Jego brat Glen Brand, również był zapaśnikiem i olimpijczykiem, złotym medalistą z Londynu 1948.

## Letnie Igrzyska Olimpijskie 1960
| Konkurencja      | Rundy eliminacyjne      | Rundy eliminacyjne       | Rundy eliminacyjne    | Rundy eliminacyjne | Rundy eliminacyjne     | Klas. końcowa |
| Konkurencja      | Przeciwnik I            | Przeciwnik II            | Przeciwnik III        | Przeciwnik IV      | Przeciwnik V           | Miejsce       |
| ---------------- | ----------------------- | ------------------------ | --------------------- | ------------------ | ---------------------- | ------------- |
| 87 kg styl wolny | Maurice Jacquel (FRA) Z | Shun’ichi Kawano (JPN) P | Manie van Zyl (ZPA) Z | wolny los Z        | Anatolij Ałbuł (URS) P | 5.            |

## Letnie Igrzyska Olimpijskie 1964
| Konkurencja      | Rundy eliminacyjne      | Rundy eliminacyjne       | Rundy eliminacyjne    | Rundy eliminacyjne    | Rundy eliminacyjne   | Klas. końcowa |
| Konkurencja      | Przeciwnik I            | Przeciwnik II            | Przeciwnik III        | Przeciwnik IV         | Przeciwnik V         | Miejsce       |
| ---------------- | ----------------------- | ------------------------ | --------------------- | --------------------- | -------------------- | ------------- |
| 87 kg styl wolny | Theunis van Wyk (ZAM) Z | Mansur Mahdizade (IRI) R | Tatsuo Sasaki (JPN) Z | Muhammad Faiz (PAK) Z | Hasan Güngör (TUR) P | 3.            |